# Nikolaus von Bernau

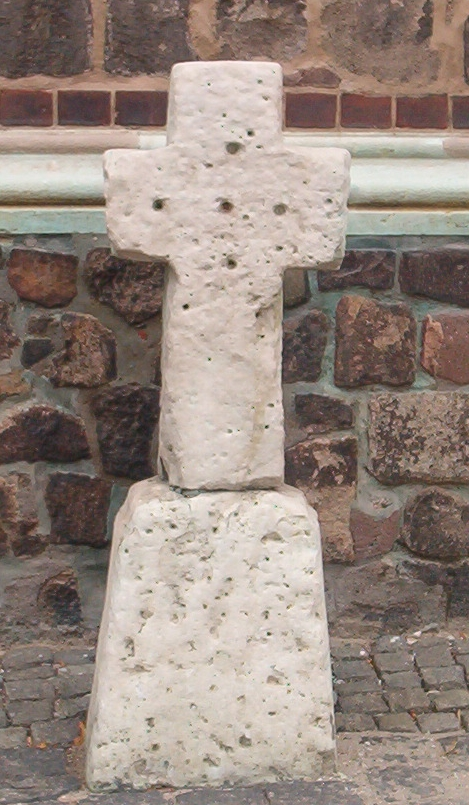
Sühnekreuz vor der Marienkirche in Berlin

Nikolaus von Bernau (* vor 1311; † August 1324 oder 1325 in Berlin) war ein deutscher Geistlicher und Propst von Bernau. Er wurde von einer wütenden Menschenmenge erschlagen.

## Leben
Nikolaus wurde 1311 erstmals als Propst von Bernau erwähnt. In den folgenden Jahren war er mehrmals Zeuge in Urkunden von Markgraf Waldemar von Brandenburg. Seit 1320 war er Hofkaplan und Rat von Herzog Rudolf I. von Sachsen, der die Mark Brandenburg nach dem Aussterben der Askanier regierte.
Nachdem König Ludwig von Bayern 1323 seinen Sohn Ludwig zum neuen Markgrafen gemacht hatte, stellte sich Nikolaus mit Teilen der Geistlichkeit gegen diesen neuen Landesherrn. Papst Johannes XXII. hatte dessen Ernennung abgelehnt und im folgenden Jahr König Ludwig sogar exkommuniziert.

## Ermordung in Berlin
Nikolaus weilte im August 1324 oder 1325 in Berlin bei seinem Amtskollegen Eberhard. Eine wütende Menschenmenge holte ihn aus dem Haus des Propstes, erschlug ihn und verbrannte ihn. Das Feuer wurde noch einmal angefacht, als seine Gebeine noch nicht vollständig verbrannt waren.
Der Hintergrund war wahrscheinlich seine Parteinahme gegen Ludwig, während die Berliner für diesen eingestellt waren.

## Folgen
Ende 1325 wurde über Berlin das Interdikt durch den Bischof verhängt. Es durften keine Messen mehr gefeiert werden, jede geistliche Tätigkeiten wie Taufen, Hochzeiten und Beerdigungen waren verboten (Ausnahmen waren die Franziskaner und Dominikaner). Der Handel der Doppelstadt litt erheblich, da viele Kaufleute nicht mehr mit Exkommunizierten Geschäfte machen wollten. Erst 1335 wurde ein Sühnevertrag zwischen dem Bischof und der Stadt Berlin geschlossen, in dem die Stadt zu umfangreichen Sühneleistungen, darunter ein Sühnealtar in der Marienkirche, ein Sühnekreuz an der Stelle des Mordes in der Spandauer Straße und Entschädigungszahlungen an die Familie, verpflichtet wurde.
Erst 1345 wurde das Interdikt endgültig aufgehoben. Noch 1347 verpflichteten sich die Ratsherren von Berlin und Cölln zu jährlichen Zahlungen an die Stadt Bernau für Gedächtnismessen und Kerzen.
Die Zahlungen und wirtschaftlichen Verluste Berlins wegen dieses Mordes sollen nach Berechnungen eines Historikers im 18. Jahrhundert den Aufwendungen für den Bau der Marienkirche entsprochen haben.

## Überlieferung
In den nachfolgenden Jahrhunderten wurde der Mord an Propst Nikolaus mehrfach dargestellt. Es gab auch literarische Bearbeitungen des Geschehens.

## Falsche Darstellungen
- Das Datum des Mordes ist unklar. Im Herbst 1325 begannen die bischöflichen Untersuchungen, es ist nicht klar, ob das Geschehen in jenem Jahr oder dem Jahr zuvor stattfand. Das Datum 16. oder 18. August ergibt sich aus dem Tag der Gedächtnisfeiern.
- Der Hintergrund der Tat war nicht das Eintreiben des Peterspfennigs für den Papst, da Nikolaus als auswärtiger Propst dazu gar nicht berechtigt war. Diese Behauptung stammt wahrscheinlich aus Darstellungen in der Reformationszeit, als gegen das Geldeintreiben der katholischen Kirche polemisiert wurde.
- Der Name war nicht Nikolaus Cyriacus. Dieses war eine Vermutung von Seidel, der eine entsprechende Urkundenpassage falsch las.[1]

## Sühnekreuz
Das Sühnekreuz für den Mord an Nikolaus steht heute vor dem Haupteingang der Marienkirche in Berlin. Es ist aus hellem Sandstein gefertigt und enthält fünf Vertiefungen, in denen Halter für das ewige Licht eingelassen waren.
Das Kreuz stand ursprünglich am Ort des Mordes in der Spandauer Straße. Es wurde im 17. Jahrhundert an die jetzige Stelle gebracht, die Authentizität des Kreuzes ist jedoch umstritten.